# Віленська губернія
Віленська губернія — адміністративно-територіальна одиниця Російської імперії з центром у місті Вільно; разом з Ковенською, Гродненською, Мінською, Могильовською і Витебською губерніями утворювала Північно-Західний край.

## Історія

Віленська губернія (світло-зелений), 1867—1915

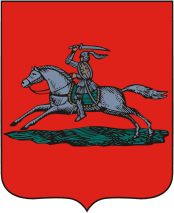
Герб Віленської губернії використовувався з 1845 p.

Утворена в 1795 після третього поділу Речі Посполитої і приєднання до Російської імперії західнобілоруських і литовських земель. Спочатку поділялася на Браславський (згодом Новоолександрівський), Віленський, Вількомірський, Завілейський, Ковенський, Ошмянський, Росієнський, Тельшевський, Трокський, Упітський (Поневежський), Шавельський повіти. В ході адміністративно-територіальних реформ Павла I по указу від 12 грудня 1796 в 1797 об'єднана зі Слонімським намісництвом в одну Литовську губернію з губернським правлінням, яке розміщувалося в Вільнюсі.
При Олександрі I Литовська губернія в 1801 розділена на Віленськую губернію (до 1840 називалася Литовсько-Віленською губернією) і Гродненську губернію (колишня губернія Слонімська).
В 1843 частина території увійшла до складу знов утвореної Ковенської губернії. У складі Віленської губернії залишилися Віленський, Ошмянський, Свенцянський (Завілейський) і Трокський повіти, а також передані з Гродненської губернії Лідський і з Мінської губернії — Вілейський і Дисненський повіти.

## Населення

«Мапа народонаселення Віленської губернії за віросповіданнями» Олександра Ріттіха, 1864 рік

### Чисельність
На 1897 рік жителів 1591200 осіб, у тому числі міського населення 198 тисяч чоловік. З них католиків 59 %, православних 26 %
Міське населення — 198 007 (12,4 %)

Сільське населення — 1 393 200 (87,6 %)

### Національний склад
За переписом 1897 року, по повітах Віленської губернії:
| Повіт             | Білоруси | Литовці | Євреї  | Поляки | Росіяни |
| ----------------- | -------- | ------- | ------ | ------ | ------- |
| Губернія в цілому | 56,1 %   | 17,6 %  | 12,7 % | 8,2 %  | 4,9 %   |
| Вілейський        | 86,9 %   | …       | 9,5 %  | 2,5 %  | …       |
| Віленський        | 25,8 %   | 18,9%   | 21,3 % | 22,1%  | 10,4 %  |
| Дісненський       | 81,1 %   | …       | 10,1 % | 2,4 %  | 5,9 %   |
| Лідський          | 73,2 %   | 8,7 %   | 12,0 % | 4,7 %  | 1,2 %   |
| Ошмянський        | 80,0 %   | 3,7 %   | 12,1 % | 1,7 %  | 2,3 %   |
| Свенцянський      | 47,5 %   | 33,8 %  | 7,1 %  | 6,0 %  | 5,4 %   |
| Трокський         | 15,7 %   | 26,1%   | 9,5 %  | 37,3%  | 4,6 %   |

Згідно з переписом Німеччини 1916 р. (під час німецької окупації) майже 60% намісництв складали поляки, 20%-литовці, близько 15-20%-євреї, решта залишилися (у тому числі не більше 1-2% росіяни). У Вільнюсі також домінували поляки, за ними йшли євреї, а литовці не перевищували 1%. Після 1918 р., та перемоги поляків у польсько-більшовицькій (польсько-радянській) війні 1920 р., Віленський край належала Польщі, польські переписи населення (перше населення Віленщини 1919 р. і наступне населення Польщі 1931 р.) показали, що в цьому регіоні панувало польське населення та Польська мова.
Населення губернії, оцінене німцями та поляками в 1916 і 1919 році:
| Повіт        | Білоруси | Литовці | Євреї | Поляки | Росіяни | Українці |
| ------------ | -------- | ------- | ----- | ------ | ------- | -------- |
| Місто Вільно | 1,5%     | 1%      | 40,3% | 54,1%  | 2,3%    | 0,4%     |
| Віленський   | 3,1%     | 12,2%   | 3,6%  | 78%    | 1,4%    | 0,7%     |
| Вілейський   | 51,8%    | 0,1%    | 4,4%  | 43,2%  | 0,1%    | 0,2%     |
| Дісненський  | 53,6%    | 0,3%    | 7,1%  | 36,7%  | 1,7%    | 0,1%     |
| Лідський     | 11,2%    | 3,8%    | 3%    | 80,5%  | 0,3%    | 1,1%     |
| Ошмянський   | 14%      | 2,3%    | 7,7%  | 74,8%  | 0,1%    | 0,8%     |
| Свенцянський | 7,4%     | 35,6%   | 6,5%  | 47,1%  | 0,2%    | 0,1%     |
| Трокський    | 2%       | 13,3%   | 2,2%  | 82,4%  | 0,05%   | 0,05%    |
| Браславський | 22,3%    | 3,7%    | 7,4%  | 61,3%  | 4,4%    | 0,3%     |

<50% - найбільша етнічна група, що становить менше половини всього населення (47,1% П)
>50% - найбільша етнічна група, яка становить більше половини всього населення (54,1% П - 78% П - 51,8% Б - 53,6% Б - 80,5% П - 74,8% П - 82,4% П - 61,3% П)
Перепис польського віленського воєводства 1931 р. (Лідський повіт тоді належав Новогрудському воєводству), за даними перепису в Польщі:
| Повіт               | Білоруси | Литовці | Євреї | Поляки | Інші  |
| ------------------- | -------- | ------- | ----- | ------ | ----- |
| Місто Вільно        | 0,9%     | 0,8%    | 28%   | 66%    | 4,4%  |
| Віленсько-трокський | 2,6%     | 7,9%    | 3%    | 84,1%  | 2,3%  |
| Вілейський          | 49,1%    | <0,01%  | 4,5%  | 45,4%  | 1%    |
| Дісненський         | 50%      | 0,1%    | 7,4%  | 39%    | 3,6%  |
| Ошмянський          | 9,7%     | 1,5%    | 6,4%  | 81,2%  | 1,2%  |
| Свенцянський        | 5,9%     | 31,5%   | 5,6%  | 50,2%  | 6,8%  |
| Браславський        | 16,1%    | 2,4%    | 5%    | 65,6%  | 10,8% |
| Поставський         | 47,8%    | <0,01%  | 2,7%  | 48%    | 1,5%  |
| Молодечанський      | 53,7%    | <0,01%  | 6,3%  | 38,9%  | 1,1%  |

Лідський повіт у Новогрудському воєводстві: Поляки - 83,6%, Білоруси - 10,8%, інші - 5,6% (переважно євреї та литовці і в меншій мірі росіяни та українці).
Тоді українці могли становити 0,5-2% від усього населення у всьому регіоні.